# Zeta Pavonis
Désignations
Zeta Pavonis (ζ Pavonis / ζ Pav) est une étoile géante de la constellation australe du Paon. Sa magnitude apparente est de 4,00 et elle est donc visible à l'œil nu. D'après la mesure de sa parallaxe par le satellite Hipparcos, l'étoile est distante d'environ ∼ 218 a.l. (∼ 66,8 pc) de la Terre, et elle se rapproche du système solaire à une vitesse radiale héliocentrique de −16 km/s. Son mouvement à travers l'espace suggère qu'elle est membre du courant des Hyades.
Zeta Pavonis est une géante rouge de type spectral K0III. Elle est 155 fois plus lumineuse que le Soleil et sa température de surface est de 4 514 K. Elle apparaît être relativement pauvre en métaux, avec une abondance en fer qui ne vaut que 36 % l'abondance solaire en fer.
Zeta Pavonis possède un compagnon de douzième magnitude. En date de 2010, il était localisé à une distance angulaire de 69,6 secondes d'arc et à un angle de position de 356°. L'étude du mouvement des deux étoiles au cours du temps indique qu'il s'agit d'un compagnon optique, dont la proximité apparente avec Zeta Pavonis n'est qu'une coïncidence.